# Kindle Paperwhite
Kindle Paperwhite是一個亞馬遜公司的電子書閱讀器。 Kindle Paperwhite最初於2012年9月6日亞馬遜所舉行的發布會上發布，包括了一個Wi-Fi版本和一個3G版本。於2013年6月7日下午4時登陸中國地區。在亞馬遜、蘇寧易購和蘇寧網點開售。 Paperwhite使用了一塊6英寸的E-Ink（俗稱電子墨水）螢幕。同時，還使用了一種新型的閱讀燈來為Paperwhite提供照明。截止2019年1月，Paperwhite发布至Paperwhite4。

## 设计
|  | 比杂志还要薄，比平装本还要轻。 ——亚马逊CEO贝索斯在其发布会上这样形容Paperwhite |

Paperwhite的正面和侧面都采用了经过磨砂处理的工程塑料，手感尚好，不会打滑。但是也很容易收集指纹。全机仅剩下一个电源键，原先的Home键被删去。电源键位于机身底部。
Paperwhite的尺寸仅为169mm/117mm/9.1mm，能够较为轻松地单手拿起它而不会感觉到手很累，但是当单手进行操作时会比较不便，很难单手进行翻页等操作。

## 性能

### 螢幕

#### 阅读灯
Paperwhite的螢幕不同于其他大部分电子书阅读器,Paperwhite的背光从螢幕上方向下均匀地投射,纳米压印导光层向下放射光线。这能够减少螢幕光源过亮对于眼睛的影响，也可以减少对周围人的影响,同时也有更加柔和的光线。亚马逊宣称Paperwhite的这块屏幕光线柔和、且在强光下也没有眩光。阅读灯可调亮度。同时，亚马逊严格控制光线走向、将光纤电缆压缩成片，对其进行纳米印刷，从而保证光线能均匀分布。

#### 显示
Paperwhite的PPI达到了212，后续机型Paperwhite3和Paperwhite4的PPI为300。这意味着Paperwhite的螢幕中，每平方英寸就有212个像素。但是由于其本身采用了电子墨水螢幕，导致其刷新率过慢。在使用过程中体现为螢幕点按后需要有一段时间（大约不到1秒）才可有反应。刷新率低也是Paperwhite被诟病的一点 。
Paperwhite螢幕尺寸为6寸，机身厚度为9.1mm，较为小巧。但因为螢幕尺寸、渲染读取原因，Paperwhite对于扫描文档（PDF）的显示体验不佳。

### 续航
亚马逊官方宣称Paperwhite的续航能力在关闭Wi-Fi的情况下每天阅读半小时可达到8周。

### 无线连接
Paperwhite内置Wi-Fi以更快捷地下载电子书。同时也可通过Wi-Fi连接至亚马逊的服务器购买电子书。

### 网页浏览
Paperwhite也有内置浏览器，但是反响非常不好。由于刷新率不足等问题，导致滚动网页的速度非常之慢、屏幕上墨迹残留严重使得网页的阅读体验非常差。

### Whispersync
Whispersync是亚马逊的一项同步功能。可以在不同的设备上自动同步阅读位置、书签和笔记。也会同步在其他设备上购买的电子书。

### 翻译功能
Paperwhite内置了翻译功能，在阅读外文书籍时，可以自动调用内置的字典查询词语释义。也可以使用Bing翻译工具翻译成其他语言。也可以直接使用内置的网页浏览器访问互联网搜索引擎。

## 价格
|       |            | 中国     | 美国 |
| Wi-Fi | 有广告版本 | 无此版本 | $119 |
| Wi-Fi | 无广告版本 | ￥958    | $139 |
| 3G    | 有广告版本 | 无此版本 | $179 |
| 3G    | 无广告版本 | 无此版本 | $199 |